# Echipa de fotbal a Turkistanului de Est

Drapelul Turkistanului de Est

Echipa de fotbal a Turkistanului de Est (regiune numită și Turkistanul chinez) este o selecționată de fotbal asiatică.

## Meciuri
| Data Meciului | Echipa Gazda        | Echipa Oaspete      |
| ------------- | ------------------- | ------------------- |
| 1989          | Turkistanul de Est  | Mongolia Interioară |
| 1982          | Turkistanul de Est  | Mongolia Interioară |
| 1979          | Turkistanul de Est  | Mongolia Interioară |
| 1979          | Mongolia Interioară | Turkistanul de Est  |
| 1978          | Turkistanul de Est  | Mongolia Interioară |
| 1978          | Mongolia Interioară | Turkistanul de Est  |
| 1973          | Turkistanul de Est  | Mongolia Interioară |
| 1965          | Turkistanul de Est  | Mongolia Interioară |